# 4092 Tyr
4092 Tyr este un asteroid din centura principală, descoperit pe 8 octombrie 1986 de Poul Jensen.